# Hans Peter Rüger
Hans Peter Rüger (* 1. September 1933; † 2. November 1990) war ein deutscher evangelischer Theologe (Alttestamentler).

## Leben
Nach der Promotion 1961 und der Habilitation 1966 wurde er 1973 zum Wissenschaftlichen Rat ernannt. Seit 1987 war er Professor für Altes Testament und Judaistik an der Eberhard Karls Universität Tübingen.
Er war Mitarbeiter an der Biblia Hebraica Stuttgartensia und Mitverfasser einer auf der BHS beruhenden hebräischsprachigen Konkordanz. Von 1969 bis 1980 war er Mitglied des Komitees für das Hebrew Old Testament Text Project.

## Schriften (Auswahl)
Monographien und Aufsätze
- Text und Textform im hebräischen Sirach. Untersuchungen zur Textgeschichte und Textkritik der hebräischen Sirachfragmente aus der Kairoer Geniza. Walter de Gruyter, Berlin 1970.
- An English key to the Latin words and abbreviations and the symbols of Biblia Hebraica Stuttgartensia. Stuttgart 1981, ISBN 3-438-06433-2.
- Die Weisheitsschrift aus der Kairoer Geniza. Text, Übersetzung und philologischer Kommentar (= Wissenschaftliche Untersuchungen zum Neuen Testament, Band 53). J. C. B. Mohr (Paul Siebeck), Tübingen 1991, ISBN 3-16-145618-1.

Herausgeberschaften
- Mit Gerhard Lisowsky: Konkordanz zum hebräischen Alten Testament. Deutsche Bibelgesellschaft, Stuttgart 1992, ISBN 978-3-438-05231-5.